# Nocturne (The Human Abstract)
Nocturne è il primo album degli The Human Abstract uscito il 22 agosto 2006

## Tracce
1. Harbinger – 4:31
2. Self Portraits of the Instincts – 3:24
3. Nocturne – 3:29
4. Crossing the Rubicon – 5:06
5. Sotto Voce – 1:34
6. Mea Culpa – 3:32
7. Movement from Discord – 4:07
8. Channel Detritus – 5:27
9. Polaris – 4:23
10. Echelons to Molotovs – 2:36
11. Desiderata – 3:54
12. Vela, Together We Await the Storm – 4:36